# PETSCII
PETSCII of CBM-ASCII is de karakterset gebruikt in 8-bit-computers van Commodore, zoals de Commodore PET, de Commodore VIC-20 en de C64. De set is grotendeels gemaakt door Leonard Tramiel (zoon van de oprichter Jack Tramiel) en PET-ontwikkelaar Chuck Peddle.
Met 1 byte (8 bit) kon men 255 verschillende karakters maken.